# Malevolence (New Years Day)
Malevolence è il terzo album in studio del gruppo musicale statunitense New Years Day, pubblicato il 2 ottobre 2015 dalla Another Century Records.

## Tracce
1. Kill or Be Killed – 3:52
2. I'm About to Break You – 3:20
3. Alone – 3:24
4. Left Inside – 3:11
5. Relentless – 3:09
6. Save Myself From Me – 3:19
7. Suffer – 3:50
8. Anthem of the Unwanted – 3:30
9. Scream – 3:27
10. Your Ghost – 3:34
11. Defame Me – 3:18
12. Malevolence – 4:15

## Formazione
- Ash Costello - voce
- Nick Rossi - batteria
- Jeremy Valentyne - chitarra ritmica
- Nikki Misery - chitarra solista